# Marceli Jasiński
Marceli Jasiński (ros. Марцелий Антонович Ясинський; ur. 1837, zm. w grudniu 1867 w Kijowie) – polski kompozytor o pseudonimie Józef Doroszenko.
Studiował na Uniwersytecie Kijowskim, a w latach 1857-1859 w Konserwatorium Praskim. Skomponował balety Pan Twardowski (Kijów, 1860) i Cień.